# 진 콜런
진 콜런(Gene Colan, 1926년 9월 1일 ~ 2011년 6월 23일)은 미국의 만화책 아티스트이다. 팔콘, 스탠 리와 함께 마블 코믹스를 제작하기도 하였다. 학력은 미국육군항공대학이고, 데뷔는 1944년 만화 '만화의 날개'로 하였다. 그러다 2011년 6월 23일에 죽고 말았다. 그의 책은 Detectives Inc, The Comic Book Podcast Companion 등이 있다.